# Switched Port Analyzer
Switched Port Analyzer (SPAN) è una tecnologia informatica sviluppata da Cisco Systems ed utilizzata per monitorare il traffico in entrata, in uscita o in entrambe le direzioni su porte di apparati di rete come switch e router alle quali non si è direttamente connessi. Lo scopo principale della tecnologia SPAN prevede che le porte o le VLAN alle quali è applicata replicano il traffico sulla porta alla quale è connesso un host dotato di software come sniffer o protocol analyzers in grado di interpretare la tipologia di traffico.
Una variante leggermente più complessa è la RSPAN (Remote SPAN), che offre la possibilità di monitoraggio di apparati remoti. Il traffico monitorato viene convogliato in una VLAN (remote VLAN) appositamente dedicata ed inoltrato su una reflector port, in genere una porta configurata in trunk in cui è permessa anche la remote VLAN.